# Dagoberto
Dagoberto  è un nome proprio di persona italiano maschile.

## Varianti
Femminile: Dagoberta

### Varianti in altre lingue
- Basco: Dagoberto
- Bielorusso: Дагаберт (Dagabert)
- Bulgaro: Дагоберт (Dagobert)
- Catalano: Dagobert
- Croato: Dagobert
- Francese: Dagobert
- Germanico: Dagaperht[5], Dagobercht[5], Dagobert[5][6], Dacobert[5], Tagobert[5], Dacbert[5]
- Latino: Dagobertus[1][2]
- Polacco: Dagobert
- Portoghese: Dagoberto
- Russo: Дагоберт (Dagobert)
- Spagnolo: Dagoberto
- Tedesco: Dagobert
- Ungherese: Dagobert

## Origine e diffusione
Continua il nome germanico Dagaperht, attestato in numerose forme e latinizzato già dal VII secolo in Dagobertus; è composto da dagos ("giorno", "luce") e bert ("illustre", "splendido", "brillante"), il suo significato può essere interpretato come "splendido giorno" o "splendente come la luce". Entrambe le radici sono ben attestate nell'onomastica germanica: dag è usata specialmente nei nomi scandinavi (quali Dag, Dagny e Dagmar), mentre bert si ritrova in Alberto, Roberto, Lamberto e Bertrando.
In Italia, da una rilevazione del 1982, risultava distribuito nel Centro-Nord, con maggiore compattezza in Toscana; tale diffusione (comunque molto scarsa) è sostenuta dalla fama dei tre re franchi così chiamati, di cui uno venerato come santo, nonché forse, almeno per la Toscana, dal nome del primo arcivescovo di Pisa, Dagoberto Lanfranchi. 

## Onomastico
L'onomastico si può festeggiare il 23 dicembre in memoria di san Dagoberto II detto "il Giovine", re dei Franchi.

## Persone
- Dagoberto I, re dei Franchi
- Dagoberto II, re dei Franchi
- Dagoberto III, re dei Franchi

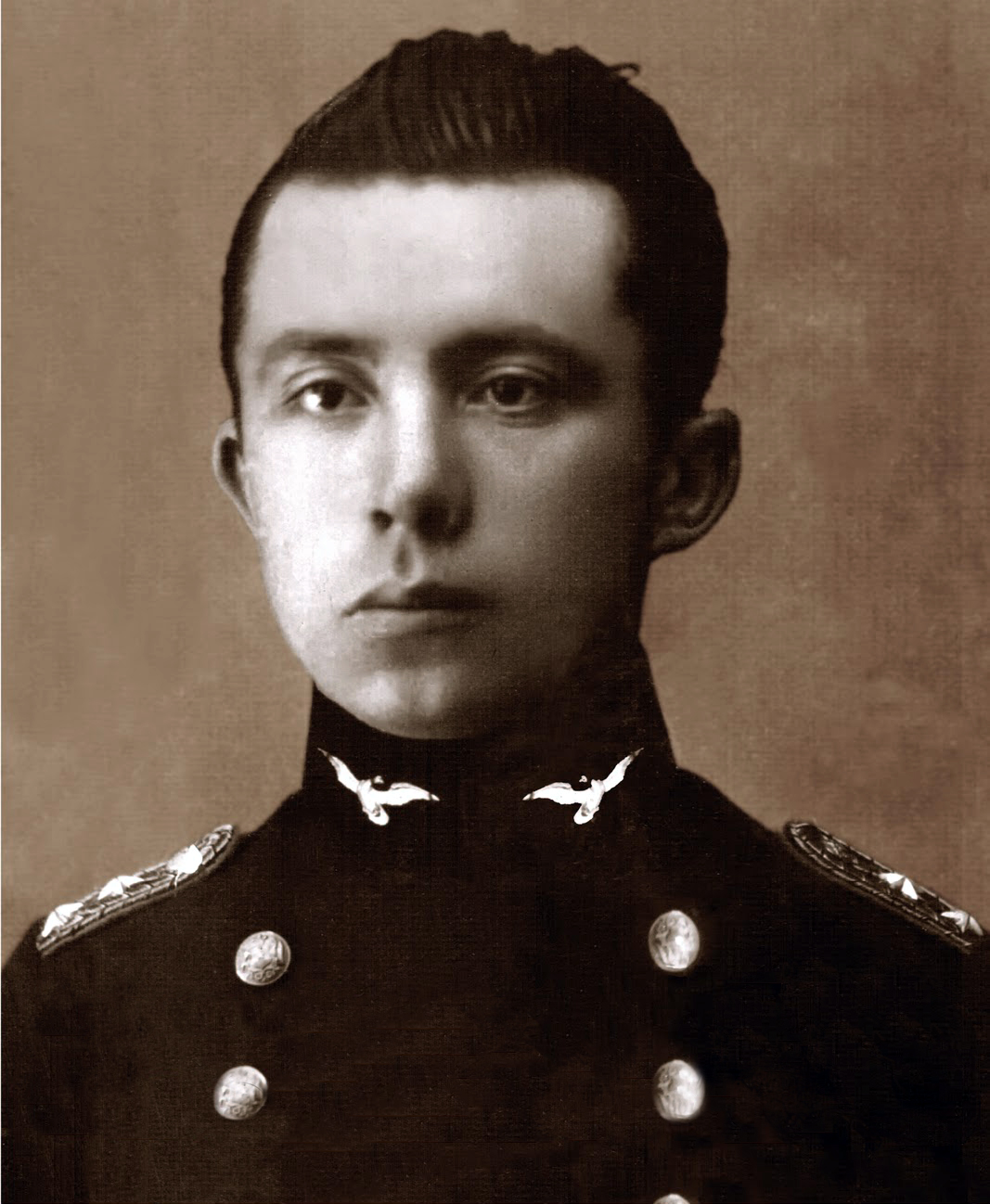
Dagoberto Godoy

- Dagoberto Azzari, carabiniere italiano
- Dagoberto Borges, schermidore cubano
- Dagoberto Fontes, calciatore uruguaiano
- Dagoberto Godoy, militare e aviatore cileno
- Dagoberto Lanfranchi, arcivescovo di Pisa
- Dagoberto Pelentier, calciatore brasiliano
- Dagoberto Valdés Hernández, giornalista e attivista cubano

### Variante Dagobert
- Dagobert D. Runes, filosofo, curatore editoriale ed erudito austro-ungarico naturalizzato statunitense
- Dagobert Sigmund von Wurmser, feldmaresciallo austriaco